# Olivia Aya Nakitanda
Olivia Aya Nakitanda (nacida el 27 de agosto de 1984) es una nadadora de Uganda, que se especializó en freestyle. Nakitanda representó a Uganda en los Juegos Olímpicos de Pekín 2008 en Pekín, donde ella nadó en la categoría de 50 metros freestyle femeninos. Ganó por 0.63 frente a la nadadora de Botsuana, Samantha Paxinos, con un impresionante tiempo de 29,38 segundos. Nakitanda, sin embargo, perdió en las semifinales, ya que quedó en el puesto 66.º de las noventa y dos nadadoras en el ranking general.
Nakitanda es Licenciada en Medicina por la Universidad Makerere en Kampala.